# De Krippelkiefern
De Krippelkiefern war eine erzgebirgische Band (Quintett) der Neuen Volksmusik.

## Mitglieder
- Stefan „Sterni“ Mösch (Gitarre, Lead-Gesang) aus Zschorlau; * 27. September 1961 Schlema
- Torsten Lang (Gitarre, Gesang) aus Beierfeld; * 1967 (seit 2010 ausgeschieden)
- seit 2003: Tobias Horn (E-Bass, Kontrabass, Gesang) aus Lengenfeld (Vogtland); * 1979
- seit 2003: Stefan „Heppi“ Heppner (Schlagzeug, Percussion, Gesang) aus Raschau; * 1980
- seit 2009: Thomas „Karli“ Karl (Gitarre, Gesang) aus Zwickau

## Bandgeschichte
Lang und Mösch lernten sich bereits 1990 bei der kurzlebigen und mit lokalen Misserfolgen gesegneten Punk-Band EndArt in Aue kennen. Schon kurze Zeit später verloren sich die Hobbymusiker aus den Augen, um in den verschiedensten Weltgegenden ihr Glück zu (ver)suchen. Torsten und Sterni blieben weiterhin in lockerem Kontakt und begannen ab 1995, nachdem sie aus Westafrika bzw. der Schweiz zurückgekehrt waren, gemeinsam Lieder zu erzgebirgischen Texten zu spielen.
Das zunächst dargebotene kleine Programm aus eigenwillig interpretierten Volksliedern und selbst verfassten bzw. gecoverten und mit erzgebirgischen Texten „veredelten“ Songs war zunächst als Einlage für diverse Partys und Gartenfeten gedacht, entwickelte sich aber in den folgenden Jahren immer mehr zu einem Panoptikum aktuellen erzgebirgischen Lebens und Leidens. Die skurril-drolligen bis tragisch-komischen Helden ihrer Lieder (Neubert-Kurt, Annl, Klaus-Günther, Gerhard, Nguyen Van Hu, Ludmilla Huralova, IM Max) passten gar nicht so recht in die heile Welt des heim- und volksdümmelnden Schlagers, fanden aber gerade deshalb bei vielen aus der Region stammenden Menschen Gehör, darunter vielen Exil-Erzgebirgern, zu denen Lang und Mösch auch selbst gehören.
2003 erschien die erste offizielle Studio-CD „Es gieht mich ja nischt ah“ (BTM), die den Krippelkiefern erstmals auch zu überregionaler Beachtung verhalf. 2003 lernten sie zwei junge Musiker kennen, mit denen sie fortan gemeinsam musizierten und die das musikalische Spektrum des nunmehrigen Quartetts entscheidend erweiterten: Der Vogtländer Tobias Horn (Bass, Gesang) und Stefan Heppner (Schlagzeug, Percussion, Gesang) aus Raschau brachten neues Leben in die Band und steuerten bald auch selbst Lieder für die Band bei.
„Singel“ (2004; im Eigenverlag produziert) war die erste CD, die in der neuen Besetzung veröffentlicht wurde.
Neben diversen Rundfunk- und TV-Auftritten arbeitete die Band auch mit dem Ersten Chemnitzer Kabarett (Programm „Der Tod kennt kein Da Capo“ 2004/05) zusammen.
Stefan Mösch lebt seit 1999 in Berlin. 2005 absolvierte er erfolgreich sein Geschichtsstudium an der Humboldt-Universität zu Berlin.
Tobias Horn lebt, nach Studien der Volkskunde und Kulturgeschichte an der Jenaer Universität, in Schwarzenberg. Er ist Dipl. Elementarpädagoge (Kindergärtner). Nebenberuflich wirkt er an Integrativeinrichtungen als Musikpädagoge.
Stefan Heppner unterrichtet als Studienrat die Fächer Englisch und Geschichte in Bayern und lebt in Hof.
Thomas Karl steuert Hoch- und Tiefbau-Sondergeräte, engagiert sich im Raum Zwickau für Nachwuchsbands.
Mit der Liedzeile Anton Günthers "Is Feierobnd, is Tochwark is vollbracht." gaben im Herbst 2013 die Musiker das Ende des Bandprojektes "Krippelkiefern" bekannt. Am 25. Dezember 2013 fand das letzte Konzert im ausverkauften Kulturhaus in Schlema statt.

## Diskografie
- CD Es gieht mich ja nischt ah (BTM; 2003) mit Liedern wie „Laabn in ner fremden Stadt“, „Der Igel Max“, „Es gieht mich ja nischt ah“ und „Radiosong“.
- CD Singel (2004; Verlag Krippelkiefer) mit Liedern wie „Is alte Lied“, „Dr Traamer“, „Ode an das Erzgebirge“ und „Glückauf Reggi“.
- CD Schwarzwerk 05/06 (2006; im Eigenverlag) Eine Produktion im Rahmen des Musikworkshops zum 6. sächsischen Jugendkulturtag in Schwarzenberg zusammen mit 15 Jugendlichen aus der Region Aue/Schwarzenberg und der Landesvereinigung kulturelle Jugendbildung Sachsen e. V.
- CD Schlimmer giehts immer (2007; Verlag Krippelkiefer) mit Liedern wie "Gemeinsam Leiden", "De Liedelschmied zu Johannstadt", "Heit Ohmd besauf ich mich allaa", "Tango Argentino"
- DVD De Krippelkiefern Live im Lokschuppen (2008; Verlag Krippelkiefer) eine Produktion mit Musikerfreunden wie Thomas Karl, Erwin Fuisz geb. Scheidler, Igor Flach, Norman Giolbas, Eberhard Rackow uvm.
- CD Weinnachten im Arzgebirg (2009; Verlag Krippelkiefer)
- CD De Neie (2012; Verlag Krippelkiefer)